# 超臨界流
超臨界流是指流體的速度已超過波速，在氣體動力學中類似的情形稱為超音速。
波的資訊以波速的速度傳遞，例如將小石頭丟入水中．水中漣渏擴散的速度即為波速。流體速度則是當這個波擴散時，上面的葉子移動的速度。若小石頭丟到超臨界流中，漣渏會全部往下游方向擴散，若小石頭丟到亞臨界流中，漣渏會同時往上游及下游方向擴散。只有在超臨界流中才會出現水躍的現象。
在流體力學，由兩個行為之間的轉變常會用無因次量來描述，而轉變多半發生在此數字大於一或小於一的情形下。是否為超臨界流可以用福祿數來判斷。
- {\displaystyle Fr\ {\stackrel {\mathrm {def} }{=}}\ {\frac {U}{\sqrt {gh}}}},

其中
- U = 流體速度
- g = 重力加速度（9.81 m/s²或32.2 ft/s²）
- h = 流體相對於管道底部的深度

若{\displaystyle Fr<1}，流體為亞臨界流，若{\displaystyle Fr>1}，流體為超臨界流，若{\displaystyle Fr=1}，流體為臨界流。
因此若流速越大，深度越淺，越容易形成超臨界流。

## 延伸閱讀
- The Hydraulics of Open Channel Flow: An Introduction. Physical Modelling of Hydraulics Chanson, Hubert (1999)